# 5083 Іринара
5083 Іринара (5083 Irinara) — астероїд головного поясу, відкритий 13 березня 1977 року.
Тіссеранів параметр щодо Юпітера — 3,389.